# Бересфорд, Генри, 2-й маркиз Уотерфорд
Генри де Ла Поэр Бересфорд, 2-й маркиз Уотерфорд (англ. Henry de La Poer Beresford, 2rd Marquess of Waterford; 23 мая 1772 — 16 июля 1826) — англо-ирландский аристократ, известный как лорд Ле Поэр с 1783 по 1789 год и граф Тирон с 1789 по 1800 год.

## Биография
Родился 23 мая 1772 года. Второй сын Джорджа Бересфорда, 1-го маркиза Уотерфорда (1735—1800), и Элизабет Монк, дочери Генри Монка и леди Изабеллы Бентинк. Он получил образование в Итонском колледже и в Крайст-Черче, Оксфорд.
Генри Бересфорд был избран в Ирландскую палату общин от графства Лондондерри в 1790 году и баллотировался от избирательного округа до принятия Акта об унии. В 1798 году он также баллотировался за Колрейна, но предпочел занимать это место. Генри Бересфорд стал 2-м маркизом Уотерфордом в 1800 году после смерти своего отца, Джорджа Бересфорда, 1-го маркиза Уотерфорда.
Лорд Уотерфорд занимал должность губернатора графства Уотерфорд, в 1801 году стал членом Тайного совета Ирландии. Он был назначен рыцарем Ордена Святого Патрика 14 марта 1806 года. Также маркиз Уотерфорд носил чин полковника милиции графства Уотерфорд.
29 августа 1805 года Генри Бересфорд женился на леди Сюзанне Карпентер (? — 7 июня 1827), дочери Джорджа Карпентера, 2-го графа Тирконнелла (1750—1805), и Сары Делаваль (1763—1800). У них было трое детей:
- Леди Сара Элизабет Бересфорд (10 ноября 1807 — 13 октября 1884), в 1828 году вышла замуж за Генри Джона Четвинд-Талбота, 18-го графа Шрусбери (1803—1868). У них было четверо сыновей и четыре дочери.
- Генри Бересфорд, 3-й маркиз Уотерфорд (26 апреля 1811 — 29 марта 1859), преемник отца
- Джон Бересфорд, 4-й маркиз Уотерфорд (27 апреля 1814 — 6 ноября 1866).